# Kikladska civilizacija
Kikladska civilizacija (tudi kikladska kultura ali kikladsko obdobje) je kultura zgodnje bronaste dobe, ki se je razvila na Kikladih v Egejskem morju in je svoj največji razvoj dosegla v obdobju med 3000 do 2000 pr. n. št.

## Zgodovina
Kikladska kultura, ki je pokrivala pozni neolitik in zgodnjo bronasto dobo, je najbolj znana po shematskih ploščatih ženskih idolih, ki so narejeni iz čistega belega marmorja. Je predhodnica velike civilizacije srednje bronaste dobe – minojske kulture, ki se je razvila na Kreti, na jugu. Mnoge figurine so bile ukradene iz grobov, da bi se zagotavljal trg s kikladskimi artefakti, ki se je razvil v začetku 20. stoletja. Samo 40 odstotkov od okoli 1400 najdenih figurin ima znan izvor, ker so tatovi uničili dokaze.
Kikladska kultura se je pred letom 4000 pr. n. št. razvila kot posebna neolitska kultura in združuje prvine iz Anatolije in grške celine. Temeljila je na vzgoji pšenice in divjega ječmena, gojenju ovc in koz, svinj ter lova na tune. Izkopavanja v Saliagosu in Kefali (na Keosu) kažejo na uporabo bakra. Na majhnih kikladskih otokih ni bilo veliko prebivalcev, a so vseeno našli dokaze o ladjah s po 50 veslačev. Ti otoki so izgubili  pomen, ko je nastala bolje organizirana in učinkovita civilizacija na Kreti, razen Delosa, ki si je ustvaril ime zatočišča in se je obdržal vse do klasičnega obdobja (v Delski zvezi).
Kronologija kikladske civilizacije se deli na tri obdobja: zgodnjekikladsko, srednjekikladsko in poznokikladsko obdobje. Zgodnje, ki se je začelo okoli 3000 pr. n. št., je prešlo z arheološkega stališča v manj bogato srednjekikladsko obdobje okoli 2500 pr. n. št. Do konca poznega obdobja (okoli 2000 pr. n. št.) sta se kikladska in minojska civilizacija združili.
O periodizaciji kikladske civilizacije je nekaj nesoglasij, ena so kulturna, druga kronološka. Poskus uskladitve je povezan z raznimi kombinacijami, od katerih so nekatere omenjene spodaj:
| zgodnjekikladsko I (ZK I)     |  | Grotta-Pelos |  |
| zgodnjekikladsko II (ZK II)   |  | Keros-Siros  |  |
| zgodnjekikladsko III (ZK III) |  | Kastra       |  |
| srednjekikladsko I (SK I)     |  | Filakopa     |  |
| srednjekikladsko II (SK II)   |  |              |  |
| srednjekikladsko III (SK III) |  |              |  |
| pozno kikladsko I             |  |              |  |
| poznokikladsko II             |  |              |  |
| poznokikladsko II             |  |              |  |

## Arheologija
Prvim arheološkim izkopavanjem iz leta 1880 je sledilo sistematično delo britanske šole iz Aten in Hristosa Tsuntasa, ki je preiskal grobišča na več otokih v  letih 1898, 1899 in skoval izraz kikladska civilizacija. Zanimanje je potem zastalo in se nadaljevalo v sredini 20. stoletja, ko so se zbiralci potegovali za figurine, za katere se je zdelo, da so podobne skulpturam Jeana Arpa ali Constantina Brancusija. Mesta so izropali in nastala je živahna trgovina s ponaredki. Podatki o mnogih od teh kikladskih figurin so tako večinoma uničeni; njihovega pomena ne bomo nikoli povsem razumeli. Še en zanimiv in skrivnosten predmet je kikladska ponev.
Zgodnjekikladska kultura se je razvila v treh obdobjih, med okoli 3300 in 2000 pred našim štetjem, ko je bila bolj v ozadju naraščajočega vpliva minojske Krete. Izkopavanja v Knososu na Kreti so razkrila vpliv kikladske civilizacije na Knososu v obdobju od 3400 do 2000 pred našim štetjem, kot je razvidno iz najdb keramike.